# Clavodorum fauchaldi
Clavodorum fauchaldi är en ringmaskart som beskrevs av Desbruyères 1980. Clavodorum fauchaldi ingår i släktet Clavodorum och familjen Sphaerodoridae. Arten har ej påträffats i Sverige. Inga underarter finns listade i Catalogue of Life.